# Franz Xaver Schädler

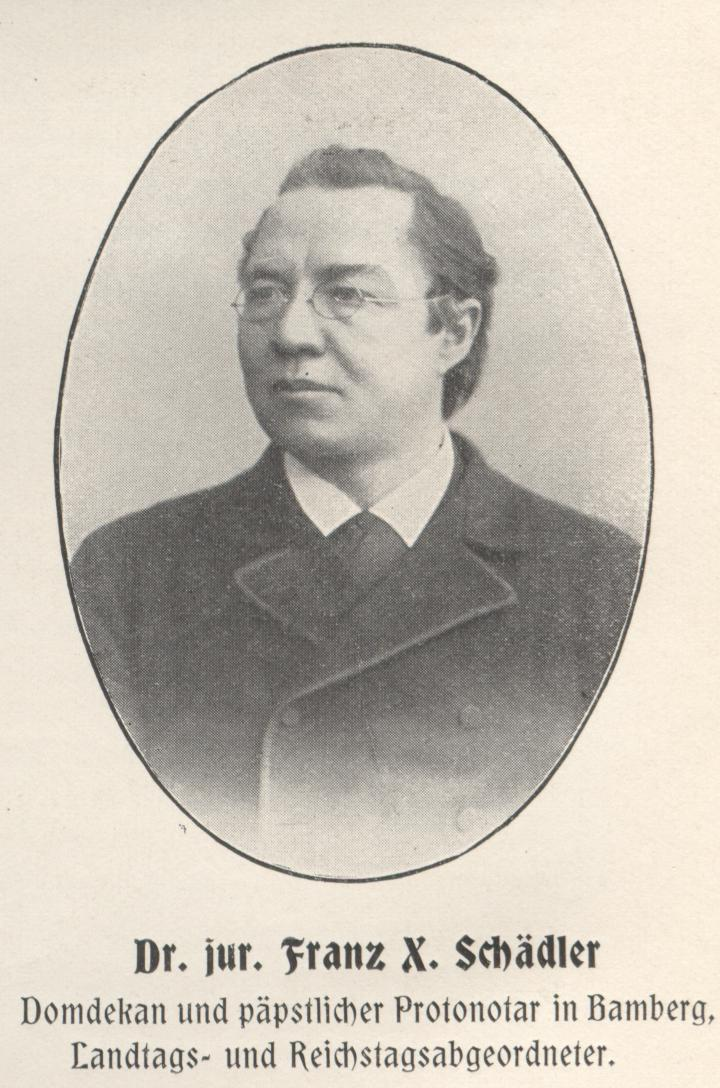
Franz Xaver Schädler, als Abgeordneter, um 1900 (aus der Festschrift zum Deutschen Katholikentag, Mannheim, 1902)

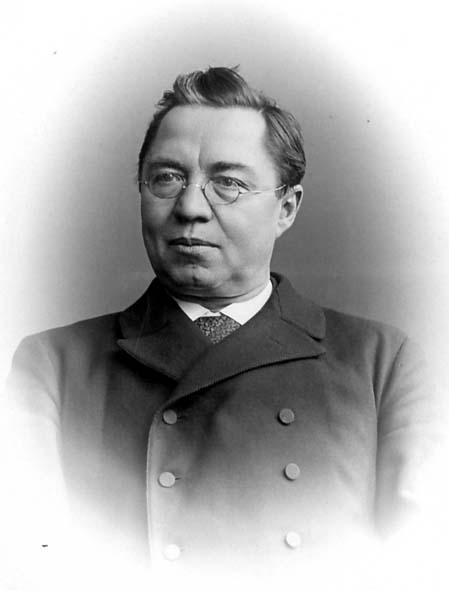
Franz Xaver Schädler, als Abgeordneter, in bürgerlicher Kleidung, um 1905

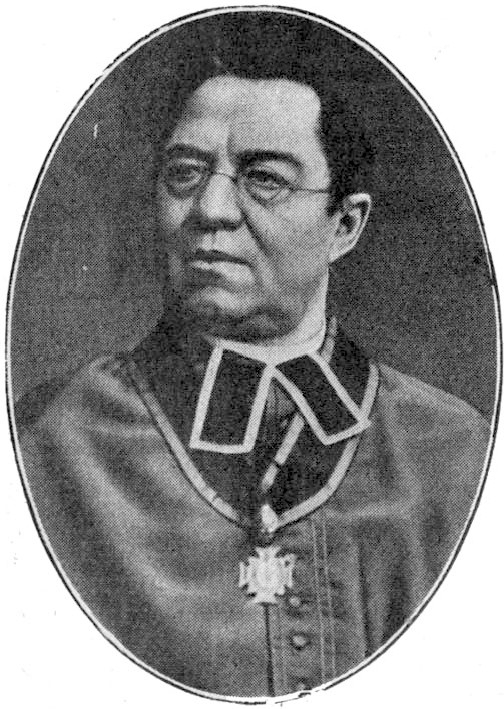
Franz Xaver Schädler als Domkapitular

Franz Xaver Schädler  (* 5. Dezember 1852 in Oggersheim, heute Stadtteil von Ludwigshafen am Rhein, Pfalz, Diözese Speyer; † 16. Februar 1913 in Bamberg) war Priester der Diözese Speyer, später Domkapitular im Erzbistum Bamberg, Abgeordneter in der bayerischen Abgeordnetenkammer in München und des Deutschen Reichstages in Berlin.

## Leben
Franz-Xaver Schädler kam als Sohn des Polizeikommissärs Franz Schädler und seiner Frau Anna Margaretha, geb. Hoppenhauer zur Welt. Er besuchte die Volksschule in Oggersheim, die Lateinschule in Frankenthal und das Gymnasium in Speyer, an dem er im August 1871 das Abitur ablegte. Anschließend studierte er Theologie, Philosophie und Pädagogik an der Universität Würzburg und der Jesuitenhochschule Innsbruck. Während seines Studiums wurde er 1871 Mitglied der KDStV Markomannia Würzburg im CV. Im Jahr 1874 trat Schädler in das Speyerer Priesterseminar ein. Am 22. August 1875 wurde er im Speyerer Dom von Bischof Daniel Bonifaz von Haneberg zum Priester geweiht.
Von 1875 bis 1879 war Schädler als Kaplan in der Pfarrei St. Martin in Kaiserslautern tätig. Nach seiner Pfarr-Konkurs-Prüfung wurde er im Oktober 1879 als Kaplan an die Kirche Santa Maria dell' Anima in Rom berufen. Parallel studierte er an der Gregoriana, an der er 1881 zum Doktor des kanonischen Rechtes promoviert wurde. Anschließend kehrte Schädler in die Pfalz zurück, betreute kurzzeitig die Pfarrei St. Johannes der Täufer in Königsbach, bevor er im Oktober 1881 Pfarrer in Walsheim wurde. Bereits im Oktober 1882 wurde Schädler als Professor für katholische Religionslehre an das humanistische Gymnasium in Landau berufen, wo er bis 1897 tätig blieb. Im Januar 1897 wurde Schädler durch Prinzregent Luitpold zum Domkapitular in Bamberg ernannt, seit 1899 war er dort auch für die Verwaltung der Dompfarrei zuständig. Im Jahr 1902 erfolgte die Ernennung zum Päpstlichen Hausprälaten und zum Apostolischen Protonotar durch Papst Leo XIII. Nach dem Tod des Speyerer Bischofs Konrad von Busch im Jahr 1910 wurde öffentlich über eine Nachfolge Schädlers spekuliert, was sich aus den Akten aber nicht als realistische Option ergibt; ernannt wurde Michael von Faulhaber.
Schädler trat seit Mitte der 1870er Jahre als Redner in politischen Versammlungen hervor. Um dem politischen Katholizismus in der liberal dominierten Pfalz mehr Durchschlagskraft zu verschaffen, gründete er 1882 gemeinsam mit dem Speyerer Publizisten Eugen Jäger und dem Deidesheimer Weingutsbesitzer Johann Julius Siben den Pfälzischen Zentrumsverein. In der Endphase des bayerischen Kulturkampfes organisierten Schädler, Jäger und Siben den ersten Pfälzer Katholikentag, der am 28. Juli 1889 in Neustadt stattfand. Rund 12.000 Teilnehmer protestierten dort gegen die Kirchenpolitik der liberalen bayerischen Regierung Lutz. Auch auf dem noch zahlreicher besuchten bayerischen Katholikentag in München im September 1889 trat Schädler in Erscheinung.
1890 wurde Schädler als Zentrumsabgeordneter für den Wahlkreis Eichstätt in den Reichstag gewählt, 1891 in einer Nachwahl für den Bezirk Ingolstadt auch in die Bayerische Abgeordnetenkammer. Seit 1898 vertrat er im Reichstag, seit 1899 auch in der Abgeordnetenkammer den Wahlkreis Bamberg. Aus der bayerischen Abgeordnetenkammer schied der Priester 1912 aus, im Reichstag blieb Schädler bis zu seinem Tode. In der bayerischen Abgeordnetenkammer gehörte er seit 1895 dem Fraktionsvorstand seiner Partei an, seit 1897 war er Referent für den Kultusetat. Im Reichstag wurde Schädler 1896 zum ersten stellvertretenden Vorsitzenden der Zentrumsfraktion gewählt, eine Funktion, die er bis zu seinem Tod neben den Fraktionsvorsitzenden Alfred von Hompesch (1893–1909), Georg von Hertling (1909–1912) und Peter Spahn (1912–1917) bekleidete. Schädler galt als brillanter Redner mit einer gewaltigen, dröhnenden Stimme, die ihm den Spitznamen Löwe aus Kurpfalz und Löwe von Bamberg eintrug. Als Parlamentarier war Schädler vom Tragen geistlicher Kleidung dispensiert, weshalb er auf manchen Fotos in bürgerlicher Kleidung erscheint.
Der Pfälzer Priesterpolitiker sprach auf den deutschen Katholikentagen in Mainz 1890, in Danzig 1891 und in Mannheim 1902. Er verfasste außerdem eine Biographie über den Zentrumsparlamentarier Ludwig Windthorst. Den Eintrag Kaiser Wilhelm II. in das Goldene Buch der Stadt München mit den Worten: „Der Wille des Königs ist das oberste Gesetz!“, kommentierte er im Parlament mit seiner Gegenthese: „Das öffentliche Wohl ist das oberste Gesetz!“. Für den ehemaligen Reichskanzler Chlodwig zu Hohenlohe-Schillingsfürst hielt Schädler 1901 die Grabrede.
In der Kampagne im Zuge der Swinemünder Depesche trat besonders Schädler mit scharfen Angriffen gegen den Kaiser und die bayerische Regierung hervor. Schädler war es auch, der die Swinemünder Depesche am 19. Januar 1903 im Reichstag ansprach und damit eine Reaktion des Reichskanzlers Bernhard von Bülow provozierte.
Franz-Xaver Schädler starb am 16. Februar 1913 in Bamberg an den Folgen einer Krebserkrankung. Zu seinem Testamentsvollstrecker hatte er August Knecht eingesetzt und ausdrücklich verfügt, dass sein gesamter schriftlicher Nachlass vernichtet werden sollte. Sein Testament beschloss Schädler mit der Aussage: „Ich weiß, daß ich insbesondere als Mitglied des Deutschen Reichstages und des Bayerischen Landtages in Rede und Schrift gar manchen geärgert habe, andererseits auch infolge meiner öffentlichen Tätigkeit gar viele Beleidigungen, Kränkungen, Verleumdungen und Haß erfahren mußte. Mein Leitstern war: Gott, seine heilige Kirche, das deutsche Vaterland, unser Bayern und sein Volk. Niemanden wollte ich persönlich kränken oder persönlich wehe tun. Ist es doch vorgekommen, so bitte ich jedermann, auch alle jene, welche ich auf politischem Gebiete angegriffen, um Verzeihung, wie auch ich hoffe, daß Gott durch die Fürbitte Mariens meiner armen Seele gnädig sei.“
Überliefert wird die humorvolle Feststellung Schädlers: „Es gibt Leute, die ihre Grundsätze so hoch halten, daß sie darunter durchgehen können.“ In den letzten Lebensjahren litt der Priester an einem Gesichtstumor, der besonders den Unterlippenbereich entstellte. Trotzdem nahm er seine parlamentarischen Pflichten im vollen Umfang wahr. Als ihn ein anderer Abgeordneter mit den Worten ansprach: „Herr Kollege was ist denn Ihnen passiert?“, habe er schlagfertig, in seinem typisch bissigen, Pfälzer Humor geantwortet: „Wissen Sie nicht, daß ich ein böses Maul hab?“

## Würdigungen
Jakob Bisson schreibt über ihn, 1956, in seinem Buch „Sieben Speyerer Bischöfe und ihre Zeit“: „Dr. Schädler war eine äußerst rührige, temperamentvolle Persönlichkeit, als Redner schlagfertig, begeisternd, humorvoll, das Volk führend. Wo Schädler auftrat, da gab es etwas zu hören. Er verstand es, die alten Wahrheiten von Treue zu Vaterland und Kirche, zu Irdischem und Ewigem in seiner Sprache dem lauschenden Volke zu bieten, daß die Menschen geradezu gepackt und fasziniert waren. Feingeistiger Humor bot die Würze für seine Rede.“
Das Bistum Speyer hat 1994, als Band 18 seiner Reihe „Schriften des Diözesanarchivs“, eine eigene Broschüre über Franz-Xaver Schädler publiziert. Darin heißt es unter anderem, er sei „eine der bedeutendsten Persönlichkeiten des politischen Katholizismus vor dem Ersten Weltkrieg“ gewesen, den man wegen seiner Redegewandtheit auch respektvoll als den pfälzischen Demosthenes bezeichnet habe.
Selbst Ludwig Thoma griff die Person Schädlers in seinen satirischen Werken über den bayerischen Landtagsabgeordneten Filser auf. In dem Buch „Jozef Filsers Briefwexel“ (Zweiter Band 1912) heißt es unter anderem:
„Indem Du beim Milidär gewesen bist, mus ich es Dier erkleren, das es nicht blos beim Milidär eine Diszaplien gibt sontern auch bei inserner Bardei (=Partei). Der Gäneral isd der gleine Schuhlmeisder Orderer (= Georg von Orterer), wo man es zwahr nichd klaubt, bald man ien mit seine krumben Bäckerhaksen anschaugt, haber er isd sär scharrf. Dan kohmen die Oberscht, was lauder geischtlinge Härren sind und Du kenzt si schon, der Bichler (=Dompropst Franz Seraph von Pichler), der Daller (= Balthasar von Daller) und der Schedler (= Franz Xaver Schädler). Dan kohmen Hauptleute und Leidnand, wo auch wider lauder Geischtlinge sind.“